# Goodbye (album)
Goodbye  je rozlučkové album britské skupiny Cream a jakoby pokračovalo ve stopách předchozí desky Wheels of Fire. Na rozdíl od ní se sice jedná pouze o jednodiskovou záležitost, ale i ta se dělí na živou a studiovou část. I zde platí, že živá A-strana prezentuje skupinu jako mistrné hudebníky pohrávajícími si s blues-rockovými improvizacemi. Skladby "Politician" a "Sitting on Top of the World" však znějí daleko bluesověji než jejich studiové verze a kapela jakoby se jimi vracela k tradičnějšímu pojetí blues, kterým se uvedla na debutové desce Fresh Cream.
Studiová strana B je vyplněna spíše oddechovými písněmi. Zatímco ale úvodní "Badge", na níž se s Claptonem autorsky podílel také George Harrison, je příjemně hravá, "Doing That Scrapyard Thing" už sklouzává k nevkusu. Přesto ostatní písně spolehlivě drží kvalitu této desky dost vysoko na to, než aby se dalo hovořit o pouhé labutí písni v té době již neexistující skupiny.

## Seznam skladeb

### Strana 1
Nahrané živě v The Forum, Los Angeles, 19. října 1968.
1. "I'm So Glad" (Skip James) – 9:13
2. "Politician" (Jack Bruce, Pete Brown) – 6:20
3. "Sitting on Top of the World" (Chester Burnett) – 5:04

### Strana 2
4. "Badge" (Eric Clapton, George Harrison) – 2:47
5. "Doing That Scrapyard Thing" (Bruce, Brown) – 3:18
6. "What a Bringdown" (Ginger Baker) – 3:57

## Sestava
- Jack Bruce – baskytara, zpěv, piano a hammondovy varhany v "Doing That Scrapyard Thing" a "What a Bringdown"
- Eric Clapton – kytara, zpěv
- Ginger Baker – bicí, perkuse, zpěv

### Další
- Felix Pappalardi – piano, mellotron, baskytara ve "What a Bringdown"
- George Harrison (uveden jako "L'Angelo Misterioso") – kytara a doprovodný zpěv v "Badge"